# Scream queen
Een scream queen is een actrice die bekendstaat om het spelen in horrorfilms als het slachtoffer of vrouwelijke hoofdrolspeelster. De naam is afgeleid van het feit dat deze hoofdrolspeelster het vaak uitschreeuwt als ze met het monster of de antagonist van de film wordt geconfronteerd.
De term kreeg een introductie na John Carpenter's Halloween uit 1978. Actrice Jamie Lee Curtis werd toen beschreven als the Queen of Scream, aangezien al haar vroege films horrorfilms waren (The Fog, Prom Night, Terror Train en Road Games). In 1981 was Curtis bovendien te zien in Halloween II.
In 1978 werd ook het boek Scream Queens uitgebracht. Enkele hoofdstukken uit het boek behandelen actrices in het genre uit de jaren dertig tot en met zestig. In die jaren werd de term echter nog niet gebruikt.
De term werd populair in de jaren tachtig, toen er veel horror- en slasher-films werden vertoond in bioscoopzalen. Brinke Stevens, Linnea Quigley en Michelle Bauer, die te zien waren in Nightmare Sisters en Sorority Babes in the Slimeball Bowl-O-Rama, werden bestempeld als scream queens nadat Frederick S. Clarke hen zo noemde in zijn tijdschrift. Al snel begon Clarke meerdere en meer bekende actrices zo te noemen, waaronder Raquel Welch, Dee Wallace-Stone en Linda Blair.
Omdat Clarkes benamingen populair leken te worden, publiceerde John Russo Scream Queens Illustrated. Hierin werden scream queens afgebeeld. Ook liet hij er actrices in zien die de potentie hadden de bijnaam te krijgen.
Toch waren er veel actrices die de bijnaam nooit kregen, ondanks het feit dat ze in verscheidene horrorfilms te zien waren. Fay Wray is daarvan een bekend voorbeeld. King Kong, Dr. X, Mystery in the Wax Museum en The Vampire Bat zijn allemaal horrorfilms die tussen 1932 en 1934 zijn uitgebracht en waarin Wray te zien was. Waarom ze de titel scream queen niet bemachtigde, is hoogstwaarschijnlijk omdat Wray een vooral te zien was in komische of dramafilms. Andere actrices die in meerdere horrorfilms te zien waren, maar nooit scream queens werden, zijn Evelyn Ankers, Beverly Garland en Janet Leigh.